# Geographie Boliviens

Relief Boliviens

Die Geographie Boliviens ist einzigartig unter den Ländern Südamerikas. Bolivien ist neben Paraguay der einzige Binnenstaat des Kontinents und hier liegen auch einige der höchsten Erhebungen. Die Hauptmerkmale der bolivianischen Geographie sind das Altiplano, eine Hochebene der Anden und der Titicacasee (Lago Titicaca), der größte See Südamerikas und der höchste kommerziell schiffbare See der Welt.

## Lage
Bolivien umfasst eine Fläche von 1.098.580 km², wovon 14.190 km² Wasser sind. Dies entspricht in etwa der doppelten Größe Spaniens. Das Land liegt im mittleren Westen Südamerikas und grenzt in einer Länge von 6.743 km an fünf Länder:
| Nachbarland | Grenzlänge | Orientierung |
| ----------- | ---------- | ------------ |
| Brasilien   | 3.400 km   | Nordost      |
| Peru        | 900 km     | Nordwest     |
| Chile       | 861 km     | Südwest      |
| Argentinien | 832 km     | Süd          |
| Paraguay    | 750 km     | Südost       |

## Geographische Regionen

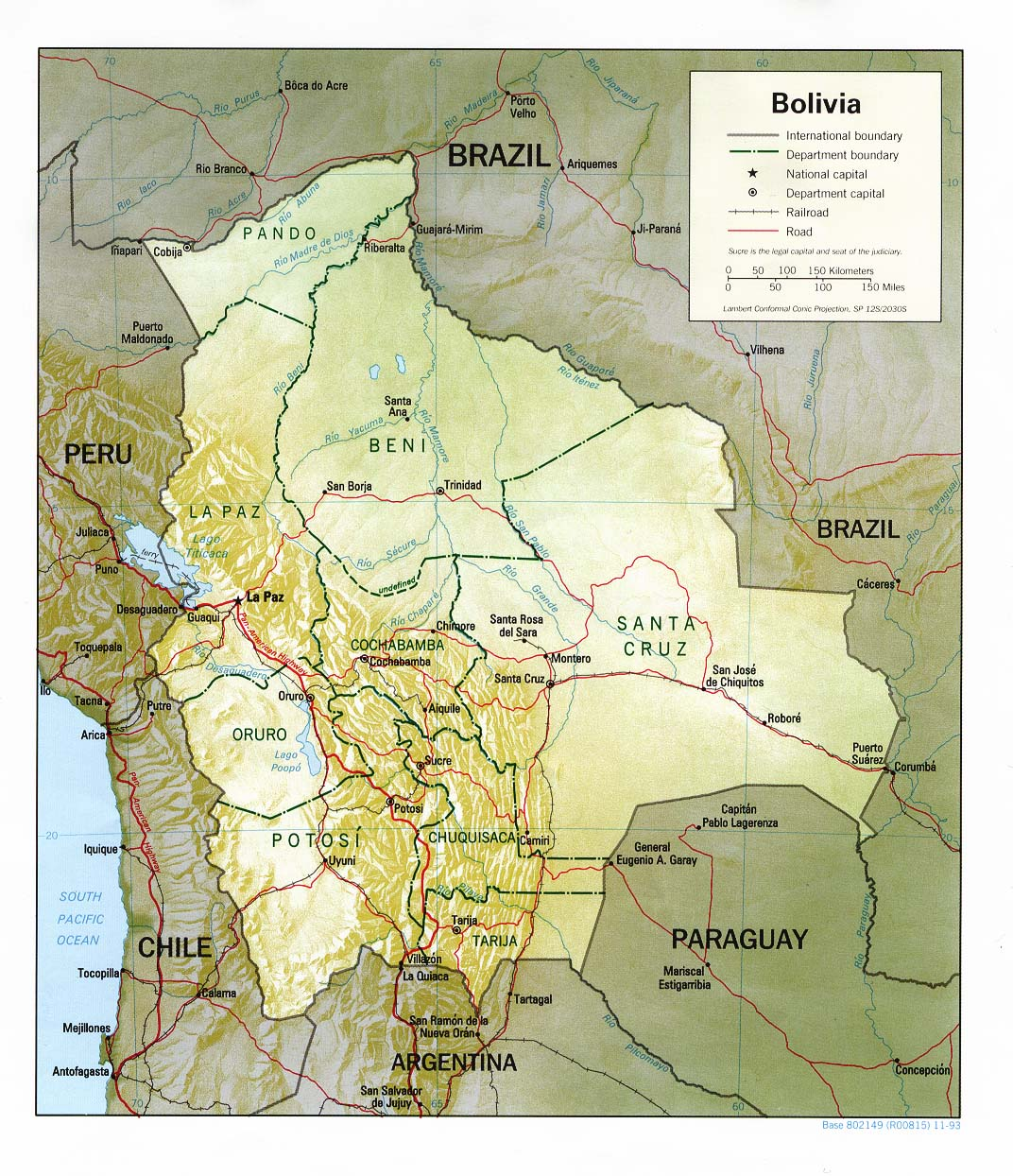
Reliefkarte Boliviens

Die Anden ziehen einen weiten Bogen durch den Westen Boliviens und bestimmen damit die drei geographischen Zonen des Landes: Das Gebirge und das Altiplano im Westen, die subtropischen Yungas und gemäßigten Täler der östlichen Ausläufer des Gebirges, sowie die tropischen Tiefebenen (llanos) im Osten des Landes (Oriente). Die Anden verlaufen in zwei großen, parallelen Gebirgszügen (cordilleras). Der westliche (Cordillera Occidental) verläuft entlang der Grenzen zu Peru und Chile. Der östliche (Cordillera Oriental) Gebirgszug ist sehr breit und verläuft von Peru bis Argentinien. Zwischen diesen beiden Zügen liegt das Altiplano, eine weite Hochebene von 805 km Länge und 129 km Breite.

## Klima
Obwohl Bolivien komplett in der tropischen Breite liegt, variieren die klimatischen Bedingungen sehr; vom Tropenklima in der Tiefebene bis zum Polarklima in den höchsten Gegenden der Anden. Die Temperaturen hängen weitestgehend von der Höhe ab und verändern sich saisonal nur wenig. In den meisten Teilen des Landes ist der Niederschlag während des Sommers der südlichen Hemisphäre am stärksten. Die Gesamtniederschlagsmenge nimmt von Nord nach Süd ab.
Die nördlichen Tiefländer haben ein feuchttropisches Klima mit ganzjährig hohen Temperaturen, hoher Luftfeuchtigkeit und starkem Niederschlag. Die Tageshöchstwerte der meisten Orte in dieser Region liegen im Ganzjahresdurchschnitt über 30 °C. Der Nordost-Passat, der über das Amazonasbecken weht, bringt hohe Niederschlagsmengen mit sich. Der Regen fällt häufig in kurzen Gewittern und ist manchmal von starken Böen und Hagel begleitet.

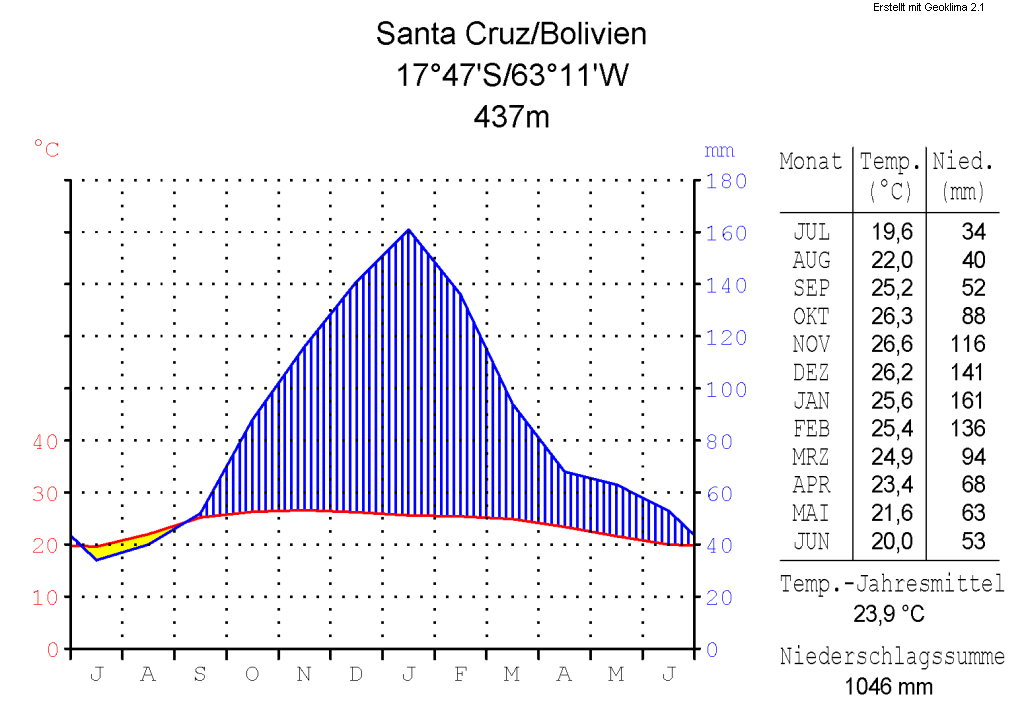
Klimadiagramm Santa Cruz

Die zentrale Tiefebene hat sowohl ein feuchttropisches als auch ein trockenes Klima. Von Oktober bis April sorgt der Nordost-Passat für heißes, feuchtes und regnerisches Wetter. Von Mai bis September, dominiert der Südwest-Passat und sorgt für nur minimale Niederschlagsmengen. Während dieser Trockenzeit sorgen sonnige Tage und klare Nächte für extremere Tageshöchst- bzw. -tiefstwerte.
Im Winter können gelegentliche starke Südwinde (surazos) auftreten, die für einige Tage Kälte sorgen.
Das Chaco hat entweder ein tropisches oder ein trockenes Klima. Der Nordost-Passat sorgt für Regen und feuchtheiße Bedingungen von Januar bis März. In den übrigen Monaten herrscht Trockenheit mit heißen Tagen und kalten Nächten. Die höchste in Bolivien je gemessene Temperatur, 47 °C, wurde hier gemessen. Auch die Surazos erreichen das Chaco; ihre Ankunft wird meist durch eine starke Gewitterfront angezeigt.
Die Temperaturen und Niederschlagsmengen im Gebirge variieren in einem erheblichen Maße. Im Yungas, wo der feuchte Nordost-Passat vom Gebirge in die Höhe verdrängt wird, ist das wolkigste, feuchteste und regnerischste Gebiet mit bis zu 1520 mm Niederschlag jährlich. In geschützten Tälern und Becken im Cordillera Oriental herrschen milde Temperaturen und moderate Niederschlagsmengen (zwischen 640 und 760 mm jährlich). Mit steigender Höhe sinken die Temperaturen. In Höhen oberhalb von 2.000 m ist Schneefall möglich und oberhalb von 4.600 m liegt permanent Schnee. In Gebieten oberhalb von 5.500 m herrscht ein Polarklima mit teilweiser Vergletscherung. Das Cordillera Occidental ist eine hochgelegene Wüste mit kalten, windgeformten Gipfeln.

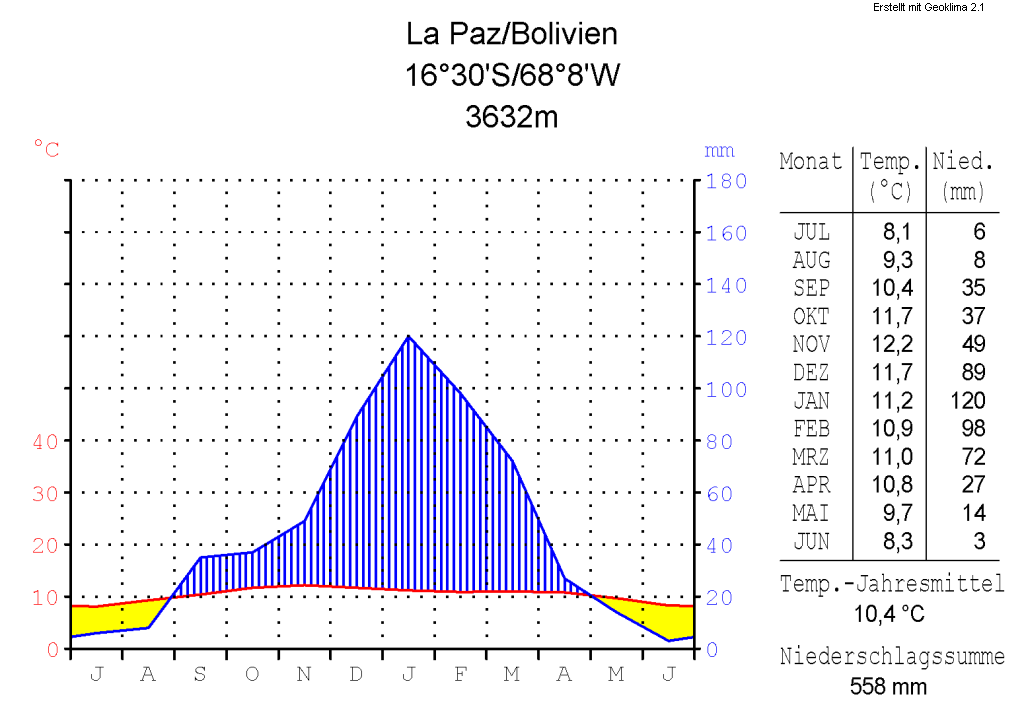
Klimadiagramm von La Paz

Das Altiplano, welches ebenfalls von starken, kalten Winden beeinflusst wird, hat ein trockenes und kühles Klima mit großen Tagestemperaturschwankungen und abnehmenden Niederschlagsmengen von Nord nach Süd. Die mittleren Tageshöchsttemperaturen liegen zwischen 15 und 20 °C, durch die tropische Sommersonne können manchmal auch bis zu 27 °C erreicht werden. Nach Sonnenuntergang speichert die Luft nur wenig Hitze und kühlt sich schnell bis knapp über dem Gefrierpunkt ab. Der Titicacasee hat einen moderaten Einfluss auf das Klima, aber selbst an seinem Ufer treten fast monatlich Frostnächte auf und auch Schneefall ist nicht ungewöhnlich.

## Der Titicacasee

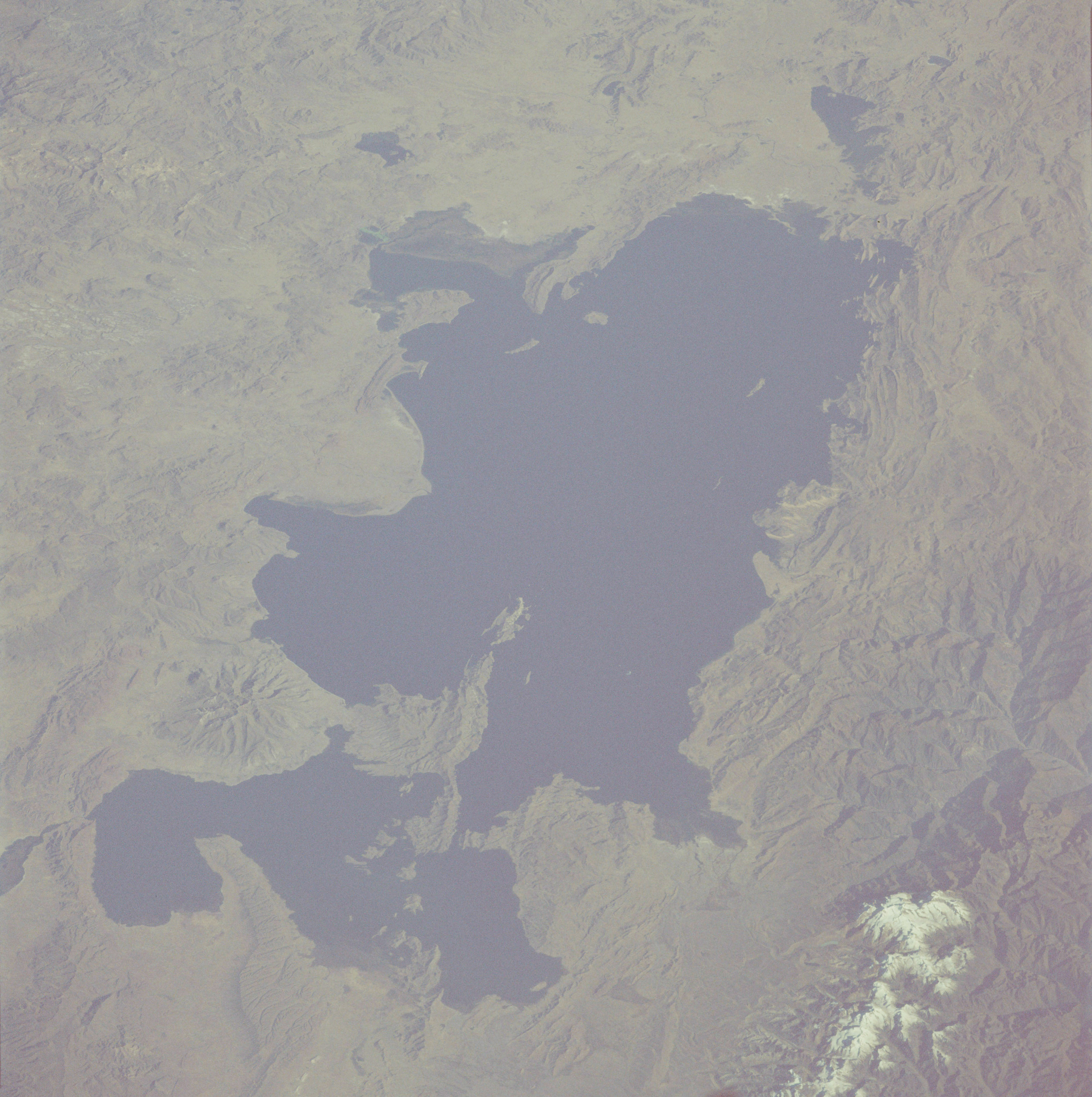
Luftbild des Titicacasees

Das berühmteste Merkmal des Altiplano ist der große See am Nordende, der Titicacasee. In 3.810 m Höhe ist er der höchste kommerziell schiffbare Wasserweg der Erde. Mit einer Fläche von 9.064 km² ist er in etwa halb so groß wie Sachsen und damit der größte See Südamerikas. Der See ist darüber hinaus auch bis zu 281 m tief und mit einer durchschnittlichen Tiefen von 107 m ist die Wassermenge groß genug um eine konstante Temperatur von 10 °C zu erhalten. Vom See geht für einen beträchtlichen Umkreis ein moderates Klima aus, das den Anbau von Weizen und Mais in geschützten Flächen ermöglicht.

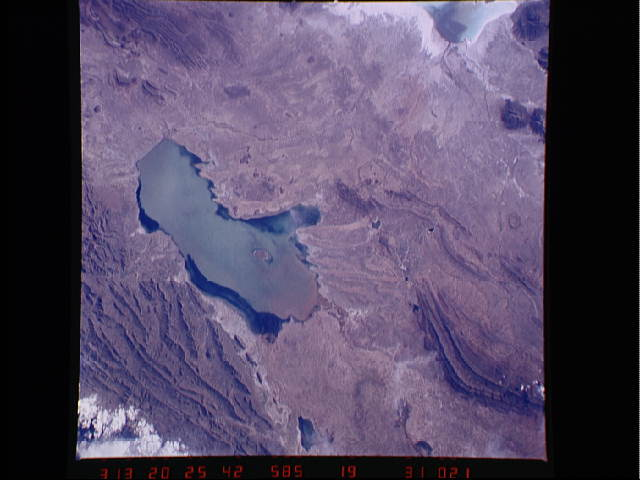
Luftbild des Poopósees

Das Wasser des Titicacasees fließt langsam in südlicher Richtung durch den Río Desaguadero, einem mit Schilf bewachsenen Fluss, in den Poopósee. Im Gegensatz zum Süßwassersee Titicacasee, ist der Poopósee salzig und flach; die Tiefe überschreitet selten vier Meter. Wegen der vollkommenen Abhängigkeit von saisonalem Niederschlag und dem Wasserstand des Titicacasees variiert die Größe des Poopósees in beträchtlichem Maße. Durch geringe Niederschläge oder die Verschlammung des Desaguaredoflusses war der Poopósee schon einige Male im 20. Jahrhundert fast komplett ausgetrocknet. In Jahren mit starkem Niederschlag hingegen überflutete der Poopósee das westlich liegende Coipasa-Salzbecken.

## Das Gebirge

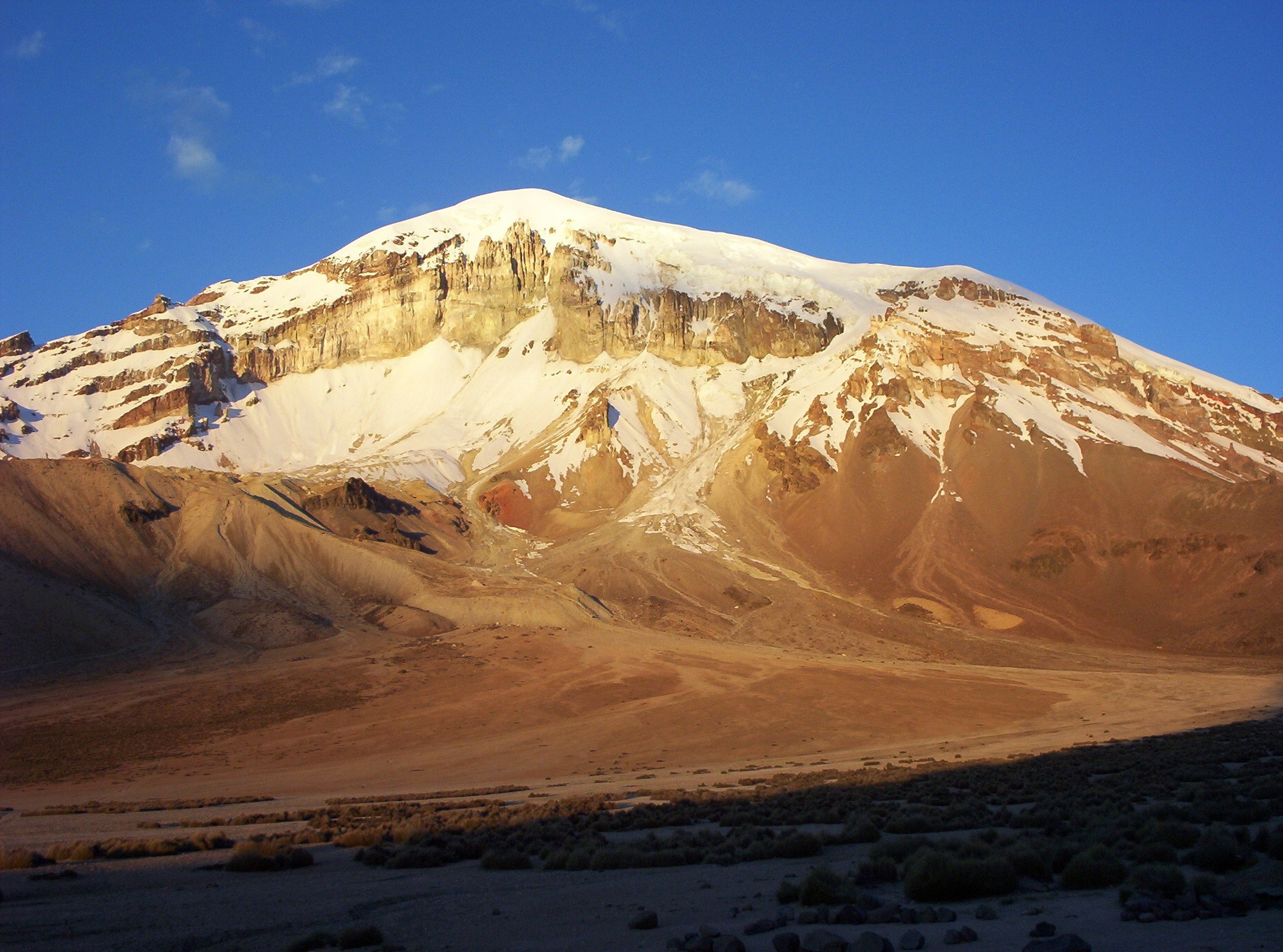
Der Sajama

Das Cordillera Occidental ist eine Kette von erloschenen Vulkanen mit Vorkommen von Schlammvulkanen und vulkanischen Quellen, aus denen schwefelhaltige Gase entweichen. Der schneebedeckte Sajama, der mit 6542 m höchste Punkt Boliviens, ist, wie auch die übrigen hohen Gipfel, vulkanischen Ursprungs. Die, abgesehen von den Vulkankegeln, nur mäßig reliefierte Gebirgskette hat im Norden eine ungefähre Höhe von 4000 m, im Süden etwas weniger. Die Niederschlagsmengen sind gering, besonders nach Süden hin. Vereinzelt, meist in nebelfeuchten Lagen, ist Strauchvegetation zu finden. Im extrem ariden Südteil weist die Landschaft nur sehr schüttere, kälte- und salztolerante Vegetationstypen auf. Die gesamte Cordillera Occidental ist dünn besiedelt, der Süden ist über weite Strecken unbewohnt.
Der Altiplano, die Hochebene zwischen den beiden Cordilleras, umfasst vier Hauptbecken. Diese werden begrenzt durch Gebirgsketten, die von der Cordillera Occidental in östlicher Richtung bis etwa zur Hälfte der Strecke zur Cordillera Oriental verlaufen. Das Altiplano ist im östlichen Teil recht eben und stellt, nicht erst seit der Kolonialzeit, für Transporte einen wichtigen Nord-Süd-Korridior dar. Das gesamte Altiplano ist eine Senkungszone zwischen den Cordilleras, die sich fortwährend mit lockerem Sediment von den Gebirgsflanken auffüllt, mit einer inneren Entwässerung, die im Süden in großen Salztonebenen endet.

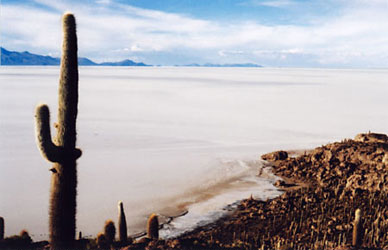
Salar de Uyuni

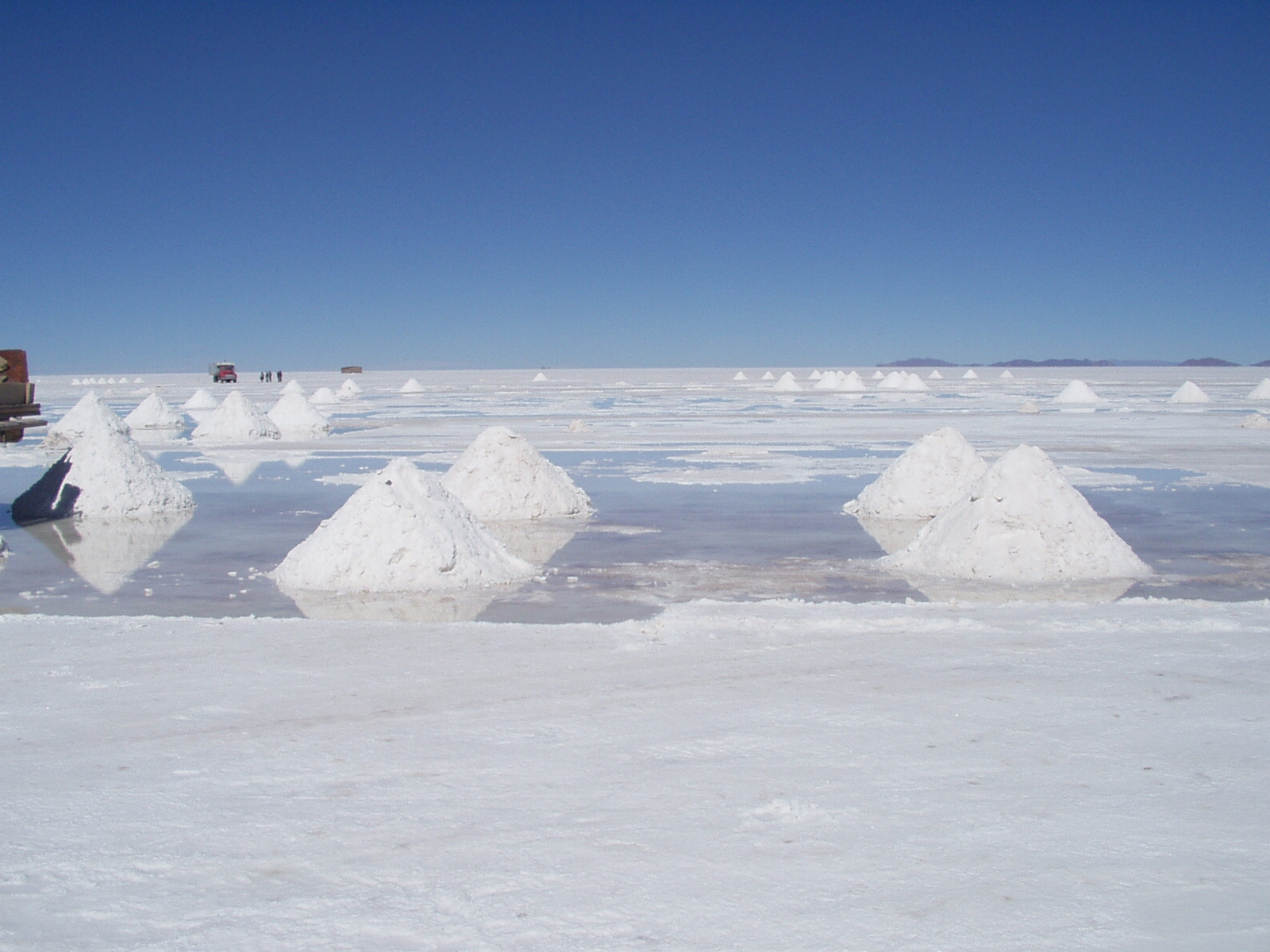
Salar de Uyuni

Die Niederschlagsmengen auf dem Altiplano nehmen in südlicher Richtung ab, auch die Strauchvegetation wird spärlicher, teilweise ist nur noch bloßer Stein und trockener, roter Lehm vorhanden. In der Region existieren mehrere Salzebenen als Überreste früherer, eiszeitlicher Seen. Die größte von ihnen ist die Uyuni-Salzpfanne (Salar de Uyuni), die über 9.000 km² abdeckt. Die Salzkruste in dieser Ebene ist im Zentrum bis zu fünf Meter dick. In der Trockenzeit kann der Seeboden von schweren Lkw durchquert werden. In der Nähe der argentinischen Grenze endet das Hauptbecken des Altiplano.
Die wesentlich ältere Cordillera Oriental erreicht Bolivien am Nordufer des Titicacasees und setzt sich in südöstlicher Richtung bis in etwa 17° südlicher Breite fort, um dann im weiteren, südlichen Verlauf bis zur argentinischen Grenze immer breiter zu werden. Der am nördlichsten gelegene Teil der Cordillera Oriental, die Cordillera Real, ist ein beeindruckendes, schneebedecktes Granitbergmassiv. Viele der Gipfel liegen über 6000 m und weisen ausgedehnte Vergletscherungen auf. Die bekanntesten markieren zugleich die Endpunkte der Kette – im Nordwesten der Illampú (6368 m) und, den Talkessel von La Paz überragend, der Illimani, mit 6439 m zweithöchster Berg Boliviens.
Südlich des 17. Breitengrades verändert sich der Charakter. Hier wird das Gebirge als Cordillera Central bezeichnet; aktive tektonische Brüche gliedern, durch hohe Steilhänge augenfällig, die Landschaft in unterschiedlich hohe Plateaus. Die Cordillera besteht hier aus hohen, leicht gewellten Flächen zwischen 4200 und 4400 m Höhe mit einigen Gipfeln vulkanischen Ursprungs. In dieser Höhenstufe, der Puna, ähnelt die Vegetation einer Trockensteppe. Hier ist nur bescheidene Acker- und Weidewirtschaft möglich (Subsistenzwirtschaft).

## Die Täler

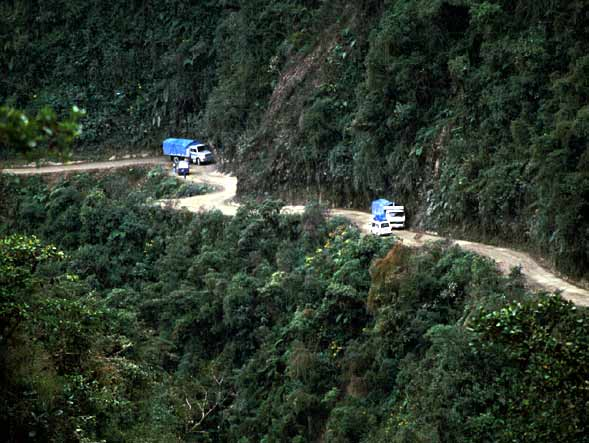
Straße in den Yungas

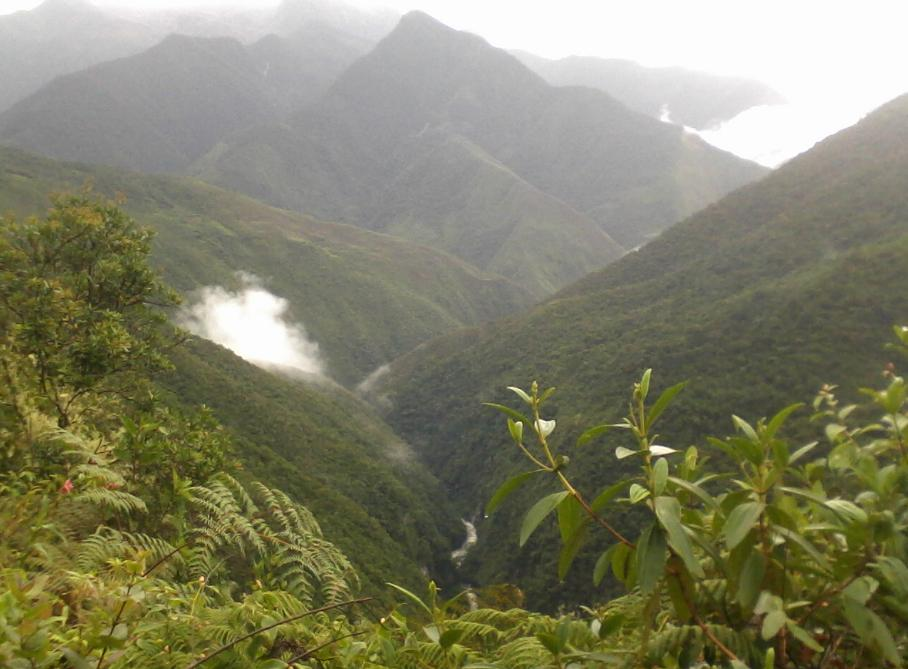
Choro-Wanderweg in den Yungas

Die nordöstliche Flanke des Cordillera Real ist bekannt als die Yungas (vom aymarischen Wort für "warme Täler"). Die steilen, fast unzugänglichen Wände und Gipfel dieser weitestgehend halbtropischen Gegend nordöstlich von La Paz bieten etwas von der spektakulärsten Landschaft Boliviens. Es gibt starken Regen, und reiche Vegetation erklimmt die Seiten schmaler Flusstäler. Diese Region ist die fruchtbarste ganz Boliviens, aber auf Grund schwieriger Transportverhältnisse ist die landwirtschaftliche Entwicklung behindert. Eine bedeutende und touristische Stadt der Region ist Coroico. Die Regierung startete 1917 den Versuch, eine Bahnlinie durch die Yungas zu bauen, um La Paz mit den östlichen Tiefebenen zu verbinden. Der Bau der Strecke wurde allerdings bereits nach 150 km Fertigstellung abgebrochen und verlassen.
Die östlichen Ausläufer des Cordillera Central werden in Gebirgszügen und Hügelketten in Nord-Süd-Richtung immer niedriger, bis sie schließlich in den Vorandenketten die östlichste Barriere vor dem bolivianischen Tiefland bilden. Flüsse, die in östlicher Richtung fließen, haben sich lange, schmale Täler in die Landschaft geschnitten. Diese Täler und die Ebenen zwischen den Gebirgszügen bieten hervorragende Bedingungen für Ackerbau und Viehzucht. Fruchtbare Schwemmlandböden haben die niedrigen Gebiete gefüllt. In einigen Gebieten ist im Zuge von Kahlschlag zu Erosionserscheinungen gekommen. Die Täler befinden sich häufig zwischen 2.000 und 3.000 m Höhe, und diese niedrigere Höhe weist deutlich mildere Temperaturen auf als der Altiplano. Zwei der wichtigsten Städte Boliviens, Sucre und Cochabamba, liegen in solchen Ebenen der östlichen Cordillera Central.

## Tiefländer
Die östlichen Tiefländer umfassen die komplette Fläche Boliviens nördlich und östlich der Anden. Obwohl sie damit zwei Drittel der Landesfläche einnehmen, ist die Region außerhalb der Metropole Santa Cruz noch immer spärlich besiedelt, spielt wirtschaftlich jedoch eine wachsende Rolle.
Topographische und klimatische Unterschiede teilen die Tiefländer in drei Gebiete.
- Das flache nördliche Gebiet, bestehend aus dem Departamento Beni, dem Departamento Pando, sowie dem nördlichen Teil des Departamento Cochabamba besteht aus Tropischem Regenwald. Da der Mutterboden auf einem Lehmuntergrund steht, kann kaum Wasser gespeichert werden, und starke Regenfälle verwandeln das Gebiet regelmäßig in einen Sumpf.

- Das zentrale Gebiet, bestehend aus der nördlichen Hälfte des Departamento Santa Cruz, hat sanfte, runde Hügel und ein trockeneres Klima als der Norden. Wälder wechseln sich mit Savanne ab und das Land wurde weitestgehend für die Landwirtschaft gerodet. Santa Cruz, die größte Stadt der Tiefländer, befindet sich ebenso hier wie die meisten der bolivianischen Erdöl- und Erdgasreserven.

- Der südöstliche Teil der Tiefländer ist die Fortsetzung des Chaco Paraguays. Für neun Monate eines Jahres ist diese Gegend weitestgehend trocken und wird infolge starker Regenfälle für die restlichen drei Monate ein Sumpfgebiet. Diese extremen Veränderungen der Niederschlagsmengen ermöglichen nur Busch- und Strauchvegetation und Viehwirtschaft. Kürzlich wurden auch hier in den äußersten Ausläufern der Anden Erdöl- und Erdgasvorkommen aufgefunden und haben einige Siedler angelockt.

Die meisten der wichtigsten bolivianischen Flüsse findet man im wasserreichen Nordteil der Tiefländer, beispielsweise im Alto Beni, wo das Land an Anbau von Kaffee und Kakao ermöglicht. Die nördlichen Tiefländer werden von langsamfließenden, breiten Flüssen durchzogen, die drei größten – Mamoré, Beni und Madre de Dios – fließen alle in nördlicher Richtung in den Madeira und von dort in den Amazonas. Flussschiffe entlang des Beni und des Mamoré befördern sowohl Passagiere als auch Fracht. Stromschnellen im weiteren Verlauf des Madeira verhindern allerdings einen weiteren Transport nach Brasilien hinein. In der Nähe der paraguayischen Grenze befördern sandige Ströme den saisonalen Regen in den Río Pilcomayo oder den Río Paraguay.

## Daten und Fakten

Reliefkarte Südamerikas mit Lage Boliviens

- Geographische Lage: 9°40' – 22°50' S, 57°40' – 69°35' W (grobe Werte)
- Klima: Variiert mit der Höhe; von feuchttropisch bis kalttrocken
- Topographie: Gebirgsketten der Anden mit einem Hochplateau (Altiplano), Hügellandschaften und der Tiefebene des Amazonasbeckens
- Tiefster Punkt: Río Paraguay, 90 m
- Höchster Punkt: Nevado Sajama, 6.542 m
- Natürliche Ressourcen: Zinn, Erdgas, Erdöl, Zink, Wolfram, Antimon, Silber, Eisen, Blei, Gold, Holz und Wasserkraft
- Landnutzung:
  - urbares Land: 2 %
  - Dauerhafter Ackerbau: 0 %
  - Dauerhafte Weiden: 24 %
  - Wälder: 53 %
  - Sonstiges: 21 %
- Bewässertes Land: 1.750 km²